# Calvenzano
Calvenzano ist eine italienische Gemeinde (comunue) mit 4444 Einwohnern (Stand 31. Dezember 2023) in der Provinz Bergamo, Region Lombardei.

## Geographie
Calvenzano liegt 25 km südlich der Provinzhauptstadt Bergamo und 35 km östlich der Metropole Mailand.
Die Nachbargemeinden sind Arzago d’Adda, Caravaggio, Casirate d’Adda, Misano di Gera d’Adda, Treviglio und Vailate (CR).

## Sehenswürdigkeiten
Eines der geschichtsträchtigsten Gebäude der Gemeinde ist die Burg. Diese wurde im 11. Jahrhundert erbaut. Zwar ist sie fast komplett zerstört und nur noch wenig ist von der vergangenen Pracht zu erkennen, doch ist ein Turm noch sehr gut erhalten.
In der Region gibt es viele sakrale Bauten: Der wichtigste ist zweifellos die Pfarrkirche, die San Pietro und San Paolo gewidmet ist. Diese stammt aus dem 18. Jahrhundert und wurde im 20. Jahrhundert erweitert. Sie enthält Gemälde von lokalen Künstlern wie Bernardino Galliari und Paolo Gallinoni.
Die anderen Kirchen sind die Himmelfahrt der seligen Jungfrau (Oratorio della Beata Vergine Assunta) mit Fresken aus dem 15. Jahrhundert, das Oratorium der Toten, entstanden aufgrund der Pest im 17. Jahrhundert. Des Weiteren gibt es in der Gemeinde die Kirche Santa Maria dei Campi.